# Pierre Laurendeau
 (janvier 2025).
Si vous disposez d'ouvrages ou d'articles de référence ou si vous connaissez des sites web de qualité traitant du thème abordé ici, merci de compléter l'article en donnant les références utiles à sa vérifiabilité et en les liant à la section « Notes et références ».
Pour les articles homonymes, voir Laurendeau et Pierre Laurendeau (homonymie).
Pierre Laurendeau, né à Montréal le 13 octobre 1943[réf. nécessaire], est un producteur, auteur, compositeur et musicien québécois.

## Carrière
Sa carrière a débuté en 1963 lorsqu'il a sorti son premier 45 tours avec Gilles Brown (Les Valentins), intitulé Parce que, qui a connu un énorme succès. En 1970, il a composé Le père noël c't'un québécois, qu'il a inclus dans son deuxième album intitulé Noël avec Pierre Laurendeau[réf. nécessaire]. En 1999, il est revenu avec Le Party de Noël à l'an 2000, un album qu'il a produit lui-même et enregistré au Studio Midi II. Cet album s'est vendu à plus de 75 000 exemplaires[réf. nécessaire]. Pierre Laurendeau est également l'auteur-compositeur de La Moustache à papa interprétée par Anna Bell et plus tard reprise par Carmen Campagne.
En tant que producteur, il a travaillé avec plus de 100 artistes, parmi lesquels Michèle Richard, Jean Nichol, Nicole Martin, Monsieur Tranquille (Roger Giguère), Patof (Jacques Desrosiers), Les Classels, Michel Stax, Michel Louvain, Paul Daraîche, Marc Hamilton, Céline Lomez, Patrick Norman, Les Lutins, etc...[réf. nécessaire]

## Vie privée
Pierre Laurendeau, résident de Repentigny, a été impliqué dans une affaire de pornographie juvénile par le passé, faisant face à des accusations liées à l'accès, la possession et la distribution de ce contenu.

## Discographie
- 1970 : Noël avec Pierre Laurendeau
- 1999 : Le Party de Noël à l'an 2000
- 2002 : Entrez dans la danse[réf. nécessaire]